# William Dacre (3e baron Dacre)
Pour les articles homonymes, voir William Dacre.
William Dacre, 7e baron Greystock, plus tard 3e baron Dacre de Gilsland (ca. 1493 - 18 novembre 1563) est un pair anglais, un propriétaire foncier de Cumberland, et le titulaire de charges importantes sous la Couronne, notamment de Gardien des Marches.

## Biographie
Fils de Thomas Dacre (2e baron Dacre) (en), de son mariage avec Elizabeth Greystoke, il succède à sa mère en tant que baron Greystock le 14 août 1516 et son père en tant que baron Dacre en 1525. De son père, il hérite d'environ 70 000 acres (280 km²) de terres dans le Cumberland, 30 000 acres (120 km²) dans le Yorkshire et 20 000 acres (80 km²) dans le Northumberland.
À une date inconnue entre le 18 mai 1519 et 1527, il épouse Elizabeth Talbot, la cinquième fille de George Talbot (4e comte de Shrewsbury), de son mariage avec Anne Hastings, fille unique de William Hastings, 1er baron Hastings. Elle est encore en vie le 6 mai 1552.
Il est capitaine du Château de Norham en 1522-1523, intendant de Penrith, gardien des marches de l'Ouest de 1527 à 1534 et de nouveau de 1549 jusqu'à sa mort en 1563, gouverneur de Carlisle de 1549 à 1551 et Gardien des Marches du milieu de 1553 à 1555. En 1534, il est accusé de trahison, emprisonné à la Tour vers le 15 mai 1534. Il est jugé à Westminster Hall et acquitté le 9 juillet 1534, mais condamné à une lourde amende .
À sa mort en 1563, il est remplacé par son fils aîné Thomas Dacre (4e baron Dacre). William est enterré à la Cathédrale de Carlisle.
Enfants de William Dacre et Elizabeth Talbot :
- Anne Dacre (morte vers juillet 1581) ;
- Dorothée Dacre ;
- Thomas Dacre, 4e baron Dacre (vers 1526 – 1566) ;
- Leonard Dacre (en) (vers 1527 – 12 août 1573) ;
- Edouard Dacre (vers 1528 – 1584) ;
- Francis Dacre (vers 1529 – 19 février 1633) ;
- Madeleine Dacre (en) (1538 – vers 1608).